# Oswald Mosley (4e baronnet)
Oswald Mosley d'Ancoats, 4e baronnet (25 septembre 1848 - 10 octobre 1915), est un baronnet britannique.

## Famille
Mosley est né dans le Staffordshire en 1848 le fils aîné de Tonman Mosley, 3e baronnet, d'Ancoats (9 juillet 1813 - 28 avril 1890), qui devient 3e baronnet Mosley, d'Ancoats, le 24 mai 1871, et épouse Catherine Wood (morte le 22 avril 1891), fille du révérend John Wood de Swanwick, Derbyshire et d'Emily Susanna Bellairs (fille d'Abel Walford Bellairs et de Susannah Lowley),,. Son frère cadet est Tonman Mosley, 1er baron Anslow.

## Carrière
Il fait ses études au Collège d'Eton, et continue à posséder environ 3 800 acres (15,378054396 km2) de terrain. Il réside à Rolleston Hall à Rolleston on Dove et il est engagé dans l'agriculture et l'élevage de bétail. Il devient baronnet le 28 avril 1890.
Mosley est surnommé « Baronet John Bull » en raison de sa ressemblance avec John Bull, la personnification nationale de la Grande-Bretagne .

## Mariage et descendance
Il épouse Elizabeth Constance White (née vers 1852, décédée le 13 novembre 1938) fille de Sir William White, en 1873 dans le district de Marylebone, à Londres,. Leur fils Oswald Mosley, 5e baronnet, d'Ancoats (29 décembre 1873 - 21 septembre 1928) épouse Katharine Maud Edwards-Heathcote (1874-1950), le deuxième enfant du capitaine Justinian Edwards-Heathcote de Market Drayton, Shropshire ; leur fils est la personnalité politique fasciste Oswald Mosley, 6e baronnet. Leur fille Constance Mosley (Montagu Square, Londres, 25 avril 1881 – Westminster, Londres, 1963), épouse le 11 mars 1907 Charles Fitzroy Ponsonby McNeill ( Warmsworth, Yorkshire, 9 décembre 1866 – 22 novembre 1955), fils du capitaine Duncan McNeill et Fanny Charlotte Emma Talbot (marié le 31 janvier 1891 à Lady Hilda Maud Rous, fille de John Edward Cornwallis Rous, 2e comte de Stradbroke et Augusta Musgrave, dont il a un fils et une fille).